# ویکتوریا: یک امپراتوری زیر خورشید
 ویکتوریا یک امپراتوری زیر خورشید  (به انگلیسی: Victoria: An Empire under the Sun) یک بازی استراتژی ساخته شده به دست پارادوکس اینترنتینمت (هم‌اکنون شناخته شده به عنوان پارادوکس اینتراکتیو) است که در سال ۲۰۰۳ منتشر شد. همان‌طور که از نامش پیداست، این بازی دربارهٔ دوره ویکتوریا و کمی پس از آن است.

## نقدها
| گردآورنده | امتیاز      |
| --------- | ----------- |
| متاکریتیک | (PC) 58/100 |

| ناشر                     | امتیاز |
| ------------------------ | ------ |
| کامپیوتر گیمینگ ورلد     | [ ۲ ]  |
| گیم‌اسپات                 | 6.3/10 |
| پی‌سی گیمر (ایالات متحده) | 62%    |
| Computer Games Magazine  | [ ۵ ]  |

ویکتوریا بیشتر نقدهای مختلطی از منتقدان دریافت کرد. وبگاه گیم اسپات دربارهٔ این بازی گفته‌است که: «بازی ژرفای عمیقی دارد و یک محیط بسیار عالی برای تجربه تاریخ متناوب است» اما همچنین گیم اسپات گفته‌است که «این بازی بیشتر کار کردن است تا بازی و همین یادگیری بازی را بسیار سخت تر می‌کند» آی جی ان نیز گفت هاست که «این بازی پتانسیل بسیار بالایی برای موفق شدن داشت اما نبود آموزش برای یادگیری و باگ داشتن بازی مانع این شده‌است»